# 18if
『18if』（エイティーン・イフ）は、GONZO制作による日本のテレビアニメ作品。2017年7月から9月までTOKYO MX・BSフジ・AT-Xにて放送された。原作は2015年3月12日にサービス開始されたモブキャストのスマートフォン向けゲーム『【18】キミト ツナガル パズル』。各話監督制で制作される。

## あらすじ
目覚めた月城遥人。しかし彼のいたはずの部屋は"他人の夢の世界"に引き摺り込まれた"間の世界"だった。その世界には、眠り姫症候群となって眠り続け、夢世界では不思議な力を行使している"魔女"達がいる。他の人の夢の世界に迷い込んでしまった遥人は"眠り続けている"魔女達を元の世界に返す方法が、"その夢世界の中で魔女の抱える悩みを解く"事だと知った。白い髪の少女"リリィ"の導きと夢世界研究者を自称する猫・神埼と遥人との、"魔女の悩みを解く"夢世界の旅が始まった。

## 登場人物

### 主要人物
月城 遥人（つきしろ はると）
声 - 島﨑信長
気づくと夢世界にいた少年。性格はナイーブかつルーズというアンビバレンツな人物で図々しいのか優しいのか判らない。夢世界では魔女以外で唯一自らの思う通りの事象を引き起こせる存在。リリィに導かれて他人の夢世界に入り、その世界の"魔女"の悩みを解く役目を担う事になる。元魔女たちの調査で、現実世界では事故にあってから長らく昏睡状態になっていることが判明する。リリィによれば遥人だけ時間が止まり夢世界でループしていたとのこと。最終話では夢世界から出られないことを悟り、イブと新しい夢世界へ旅立ち、現実世界で死去する。その後は神崎とも連絡が取れなくなった。
神崎 カツミ（かんざき カツミ）
声 - 子安武人
夢世界の研究者で自称&通称は「博士」。夢世界でのダイバー体姿は人のような猫で、白のスーツで身を固め杖を持ち、耳の入る穴の開いた白い帽子を被っている。現実世界では白衣に眼鏡、無精ひげの男性。時々軽口を叩いたり、卑屈になったりする。殺人の前科者相手にも命を重んじるなどそれなりにまともな人格をしている。遥人と共に魔女の夢世界を訪ね歩く"一応相棒"。現実の妹も眠り姫症候群になっている。当初、リリィの姿が見えなかったが特殊ゴーグルをかけると見えるようになった。
リリィ
声 - 名塚佳織
遥人をお兄ちゃんと呼ぶ、遥人にしか見えない謎の少女。神崎曰く、夢世界の研究者が求めて止まない存在。遥人を夢世界の扉へと導く。ただしリリィ自身の"制限時間"があるらしく、遥人に「急がないと消えてしまう」と注意している。また、遥人に「魔女を殺して」と助言している。髪を含め全身ほとんど真っ白で、白い服を身にまとう。イブを殺させるため、遥人を目覚めさせないようにしていることを明かした。実はイブの片割れで、知恵の実を食べる前の神に祝福されていた存在だった。

### 魔女
魔女としての姿と現実世界の姿は違いがある。
桜部 優子（さくらべ ゆうこ） / 電影の魔女
声 - 遠藤綾
固有能力：周囲を飛び交うアイコンに触れることで相手を、触れたアイコンに応じた自分の好きな姿に変えることができる。
第1話に登場。ダイバー体は金髪ツインテールの巨人女性で、遥人の携帯（スマホ）に扉のアイコンを送信し自らの夢世界へと誘う。可愛い物が大好きで、自身を世界で最強と謳う自信家。「つまらない」が禁句。
現実世界では黒髪長髪で眼鏡を掛けた優等生の生徒会長。理不尽な"賭け"の対象にされてしまっていた。
林田 真奈（はやしだ まな） / 怨讐の魔女
声 - 嶋村侑
第2話に登場。夢世界では12歳の少女の姿。現実世界では、10年前に3人の当時未成年によって起きた殺人事件によって両親と姉を殺されている。殺人犯たちに、工場のような場所で繰り返し襲う悪夢を見せる。夢世界は10年前の殺人現場で、怪物の姿になった殺人犯を殺すことで現実世界でも同様に死なせた。
杉崎 佳世（すぎさき かよ） / 初恋の魔女
声 - 田村奈央
第3話に登場。魔女と現実世界で顔の形に変化がない。一見、普通の高校生活をしている少女。現実世界では入院しており危篤状態となっている。夢世界で人と話すことがなく、公園で野良猫ぽてち（声 - 古賀葵）と戯れている所で遥人と出会い惹かれていく。赤い扉が現れてからは派手めなブレザー姿になり、遥人とデートを重ねるが想いを伝えた後に消滅する。目覚めることなく病死しているが、12話では霊となって現れ、入院中の遥人の姿を元魔女たちに見せた。
小嶋 アイリ（こじま アイリ） / 暴食の魔女
声 - 加隈亜衣
第4話に登場。前の彼氏（声 - 高橋伸也）にぽっちゃりと言われダイエットをしている体重を気にしている読者モデルの女性。バイト先の喫茶店では彼女の作るカレーが好評。自分ではダイエットをしていると思い込んでいたが、深夜に暴食を繰り返し苦しんでいた。
夢世界ではちっちゃく無邪気な女の子の姿で、お菓子を作り出す魔法を使う。
三枝 美礼（さえぐさ みれい） / 凡庸の魔女
声 - 浅倉杏美
第5話に登場。元天才フィギュアスケーター。18歳（当時）。国内では無敵のスーパースターと呼ばれその容姿も相まって国民的アイドルとなる。世界選手権で転倒し2位になり自身の足をハンマーで砕こうとした直前に眠り病にかかる。
夢世界では憧れていた見た目も地味な女子大学生として暮らしている。（夢の中での）憧れの結城先輩（声 - 田丸篤志）ともデートをするが、キスをする直前にスケートリンクの舞台におり自分はスケートが全てだったことを悟る。目覚めた時、現実でのその姿は老いた姿であった。
上川 菜月（かみかわ なつき）/ 孤影の魔女
声 - 福圓美里
第6話登場。ポニーテールでメガネをかけている女子中学生。学校で恐喝などのイジメを受けて、自殺未遂を図る。作中アニメ『陰陽現世妖祓ヰ（略称オンバラ）』が好きなオタクでもある。夢世界ではアニメに酷似した世界で陰陽師となる。しかし次第に現実世界への恨みを抱くようになり、自分をいじめた生徒達への悪夢を見せるようになる。
ネネ / 陽だまりの魔女
声 - 水瀬いのり
第7話登場。夢世界で留学してきたヴァランガ王国のポル皇太子と従者ポトと仲良くなる。国王となったポルがポトをはじめ多くの人を殺したことを深く恨み、ロボットの姿で再会したポルに怒りをぶつける。彼女がなぜ眠り姫症候群となったのかは詳しくは語られていないが、ポルに感情を爆発させたあと、目覚めた。眠っている間『オズの魔法使い』の朗読テープを聞いていた。12話ではまだ入院中でパソコンの画面越しに登場している。
ソノ / 閾の魔女
声 - 折笠富美子
第8話登場。モノクロの世界で普通に話せるが感情の起伏が激しい攻撃的な性格の魔女と、色のある世界でハルトには声が聞こえない魔女の二つの姿を持つ魔女。
現実世界ではろう者のOLで、ろう者バンドでは手話で歌うデフボーカルを務める。
美咲（みさき） / 麗艶の魔女
声 - 新田恵海
第9話登場。人気アイドルグループ『シャークレディ』のセンター。しかしメンバーとの仲は険悪で、週刊誌に恋愛スキャンダルが元でファンの一人に刺されてしまう。
夢世界ではボンデージ姿で、関係者を（男性は女性に性転換させ）アイドルスクールで無理矢理指導する教官となる。逆らうとウンコに変身させるとかインカ帝国初代皇帝の名前や野球選手フランク・マニーの本名など下ネタが多い。
住友花子（すみとも はなこ） /  夢の魔女
声 - 南波志帆
第10話登場。愛称ハナ。羽の生えた妖精の姿をした魔女。不思議が好きで夢世界も摩訶不思議な世界になっている。現実世界では病弱で眠りについたままだが、人気ブロガーで、夢世界から記事を更新している。
神崎 ユリナ / 白百合の魔女
声 - 東山奈央
カツミの妹。眠り姫症候群で眠り続けている。
第12話でイブを守る純潔の魔女として登場。現実世界では人気アイドルとして活動していたが、責任感で追い詰められた結果、眠り病になった。

### その他
佐伯、氷室、江藤
声 - 多田啓太、土田玲央、高橋伸也
第2話登場。林田真奈の家族を殺した当時未成年の殺人犯。
アイリのいとこ
声 - 水間友美
第4話登場。夢の中で幼いアイリと共にいた従弟の女の子。
喫茶店のマスター
声 - 鳴海崇志
第4話登場。アイリのバイト先のマスター。
アイリのおばあちゃん
声 - 清水彩香
第4話登場。アイリの祖母。よくカレーを作ってくれていた。
福元佳純、朝倉芽衣、桜井桃花、松岡美久、
声 - 貫井柚佳（福元）、清水彩香（朝倉）、佳村はるか（桜井）、古賀葵（松岡）
第6話登場。上川菜月をいじめていた女生徒グループ。集団悪夢に合い、その後自分達がいじられる側になる。
賀茂晴義
声 - 高橋伸也
第6話登場。作中アニメ『陰陽現世妖祓ヰ』の主人公の陰陽師。
ポル
声 - 愛河里花子
第7話登場。ヴァランガ王国の皇太子としてポトと一緒にネネの学校に留学する。友達になったネネに王様になったら陽だまりの王国を作ると約束したが、即位すると、飢餓を放置し、反逆者を数多く処刑、ポトまでも処刑する独裁者となっていた。
ネネの夢世界では、遥人の前にブリキのロボットの姿で登場。神崎からは「ヨシツネ」と名付けられた。現実世界との関連は不明。カカシになった遥人とライオンになった神崎に、頭の花弁が落ちる前に高い塔の上のネネを救いたいと協力を求める。
ポト
声 - 折笠富美子
第7話登場。ポルの従者で、眼鏡をかけている。ネネの学校にポルと編入。ポルを「ポル様」と呼ぶが、ネネとも仲良くなり、三人で一緒に遊んだり、クロの面倒も見ている。のちに、ポル国王の反逆者として処刑される。
号外ウサギ
声 - 加藤央睦
第7話登場。「号外号外」と言いながら、ポルたちの動向を知らせるビラをまいているウサギ。現実世界では、ネネの病室の前を走っていた子供の声。
くま先生
声 - 間宮康弘
第7話登場。ネネ達の幼い頃の教師。
執事
声 - 高橋伸也
第7話登場。ポルの執事。
クロ
第7話登場。ポトが拾った黒猫。ポトたちが隠れて世話をしていたが、哀の空間ではトラックにはねられ消えた。
マリ
声 - 渕崎ゆり子
第8話登場。博士の行きつけのバーのママ。
シャークレディ
声 - 大野柚布子（タマキ）、桑原由気（リナ）、中恵光城（ムツミ）、田中貴子（エリコ）
第9話登場。アイドルグループシャークレディのメンバー。
ナナ
声 - 広橋涼
第9話登場。美咲の夢世界で唯一無関係のままアイドルスクールにいた女の子。遥人が変身した姿。
マネージャー、社長、プロデューサー、犬吠崎、監督
声 - 岡田幸子（マネージャー）、野坂尚也（社長）、関幸司（プロデューサー）、高橋伸也（犬吠崎）、鳴海崇志（監督）
第9話登場。美咲の芸能関係者。
節子
声 - 谷育子
第10話登場。花子の祖母。
神長 アキト
声 - 神谷浩史
謎の青年。棘十字会を敵視している。遥人が入院する病院の医師。
エヘイエ
声 - 小松史法
仮面を被った棘十字会の布教者。街頭で布教活動をしている。最終話でイブの目覚めによる世界の異変に狂喜していた。
イブ
声 - 川澄綾子
夢世界の中心で眠る女神。現実世界がイブの夢であり、彼女が目覚めると世界は滅ぶといわれている。蛇にそそのかされ知恵の実を食べてから、女は男に従うべきと神に決められたことに怒りを感じていたが、元魔女たちから時代が変わったと教えられ、受け入れられたことで、怒りや憎しみの感情を解消した。
エゴエス
声 - 清水彩香
次週予告に登場する帽子をかぶった羊。アニメでは第1話で遥人を追い回した。第7話、9話のEDでクレジットされた。7話放送前に公式Twitterにも登場した。

## 用語
夢世界
ある人の夢の中の世界だが、基本的にはその世界の主である"魔女"のみ自らの意志で自由に事象を引き起こす事が出来る。神崎曰く「夢の世界で死んだら元の世界でも死ぬ」はずなのだが、その世界が"なくなる"と"死んだ事すらなかった事"になるらしい（現に第1話で"食い殺された"はずの神崎は"電影の魔女の世界"が消滅した後で復活している）。ある1つの世界への入口は赤く、出口は青い扉が立っている。その世界を夢だと認識している遥人は魔女と同じ様にその世界内で自身の意志の通りの事象を引き起こす事が出来る。
魔女
夢世界はで不思議な力を振るう事の出来る少女達で、その夢世界の主。ただし本体のある現実世界では肉体は眠り姫症候群に侵され、夢世界に来ている。元の人間の"悩みの具象化"であり、悩みが消えると夢世界諸共消滅する。
眠り姫症候群
元々の世界ではある理由から解決出来ない悩みに苛まれた少女達が、精神のみ夢の世界に脱出した状態。肉体の状態的には昏睡状態に等しく、この症状を癒やす（治療する）為には、その"抱えられた悩みを解決"しなければならないが、当人達は元々の世界でそれを解決する手段を持たない、あるいは持てない。医学的に原因は不明で固有の病気とは認定されておらず、しかしながら"罹患者"はすでに十人を超えている。
ダイバー体
いわば夢世界でのアバター。神崎や魔女達が夢世界で取る姿を指す。遥人には存在していない。また、リリィはこの姿なのかどうかすら判らない存在である。
棘十字会
この世は全て女神イブの見る夢であり、眠り姫病の少女たちはイブに祝福された存在と布教する団体。魔女たちが目覚めさせられていることにイブが怒り、目覚めようとしているため、愛で目覚めさせる必要があるとしている。イブが目覚めれば世界は眠り姫と化すという。

## スタッフ
- 原作 - モブキャスト[2]
- 総監修 - 森本晃司[2]
- シリーズ構成 - 冨岡淳広[2]
- デザイン監修 - 数井浩子[2]
- キャラクターデザイン - 乙幡忠志[2]、Rianti Hidayat（第7話）
- 美術設定 - 酒井達也[2]、岡田有章（第7話）
- 美術監督 - 高木佐和子[2]
- 色彩設計 - 鈴木寿枝、佐藤祐子[2]
- CGディレクター - 長嶺明音[2]
- 撮影監督 - 北村直樹[2]
- 編集 - 齋藤朱里[2]
- 音響監督 - 鶴岡陽太[2]、千明孝一（第7話）
- 音楽 - 阿部隆大[2]、黒石ひとみ・崎元仁（第7話）、木原知明（第10話）
- 音楽制作 - EVIL LINE RECORDS[3]
- プロデューサー - 粒来俊介、井上貴弥、齋藤雅弘、金子広孝、齋藤宙央、吉川敦史、大森慎司、竹枝義典
- アニメーションプロデューサー - 西山達也
- アニメーション制作 - GONZO[2]
- 製作 - 18if project（GONZO、モブキャスト、DLE、TOKYO MX、レイ、BSフジ、創通）

## 主題歌
オープニングテーマ「Red Doors feat. 米良美一」
作詞 - 岩里祐穂 / 作曲・編曲・アーティスト - TeddyLoid
エンディングテーマ
「Wonderland」（第1話）
作詞 - マミヨ / 作曲 - 片山将太、藤末樹 / 編曲 - 片山将太 / 歌 - リリィ（名塚佳織）
「Break The Doors feat. アイナ・ジ・エンド（BiSH）」（第2話）
作詞 - MaryJane / 作曲 - TeddyLoid、MaryJane / 編曲 - TeddyLoid
「夢恋花」（第3話）
作詞 - 咲岡里奈 / 作曲・編曲 - R・O・N / 歌 - 杉崎佳世（田村奈央）
「ANGELNOIR」（第4話）
作詞・作曲・歌 - 青葉市子 / 編曲 - detune.
「プルメリア」（第5話）
作詞・作曲 - じん / 編曲 - ANANT-GARDE EYES / 歌 - 奥井亜紀
「行方知レズ」（第6話）
作詞・作曲・編曲・歌 - 月蝕會議
「too late」（第7話）
作詞・作曲・編曲 - CHI-MEY / 歌 - ネネ（水瀬いのり）
「空の音」（第8話）
作詞・作曲・編曲 - 長谷川智樹 / 歌 - Ryu Miho
「ツバサ」（第9話）
作詞・作曲・編曲 - 月蝕會議 / 歌 - 美咲（新田恵海）
「ファクター・ワード(A吉スタジオremix)」（第10話）
作詞 - eNu / 作曲 - 長谷川智樹 / 編曲 - A吉スタジオ / 歌 - 住友花子（南波志帆）
「白鳥は眠る feat. 米良美一」（第12話）
作詞 - 岩里祐穂 / 作曲・編曲・アーティスト - TeddyLoid
「if」（第13話）
作詞・作曲 - じん / 編曲 - TeddyLoid / アーティスト - 月城遥人（島﨑信長）、TeddyLoid×じん

挿入歌
「光のパレード」（第8話）
作詞 - mayu、真一 / 手話作詞 - mayu、FATMAN / 作曲 - 真一 / 編曲 - こころおと / 歌 - わかな
「Daydream」（第8話）
作詞 - オニール / 手話作詞 - Kuniy、FATMAN / 作曲 - オニール / 編曲 - こころおと / 歌 - 真那
「First Bite!」（第9話）
作詞 - Uyu / 作曲・編曲 - 阿部隆太 / シャークレディ（美咲（新田恵海）、タマキ（大野柚布子）、リナ（桑原由気）、ムツミ（中恵光城）、エリコ（田中貴子））
「小さい秋みつけた」（第10話）
作詞 - サトウハチロー / 作曲 - 中田喜直 / 歌 - 米良美一
「Salvation」（第11話）
作詞・作曲・アーティスト - TeddyLoid

## 各話リスト
| 話数 | サブタイトル                 | 監督       | 脚本            | 絵コンテ   | 演出              | 作画監督                                    |
| --- | ---------------------------- | ---------- | --------------- | ---------- | ----------------- | ------------------------------------------- |
| #1 | 電影の魔女                   | 西森章     | 冨岡淳広        | 西森章     | 鳥羽聡            | 乙幡忠志                                    |
| 月城遥人は目覚めた不思議な世界で「電影の魔女」の夢世界に引き込まれそうになるが、白い少女リリィに助けられる。夢世界の研究者・神崎と出会った遥人は、電影の魔女の夢世界に飛び込む。遥人は彼女と戦いながら説得。遥人の言葉に慰められた魔女は姿を消し、現実世界で目を覚ます。 |                              |            |                 |            |                   |                                             |
| #2 | 止まった時間、12才           | 西森章     | 冨岡淳広        | 西森章     | 鈴木恭兵          | 南伸一郎                                    |
| 夢世界の魔女による殺人事件が発生。神崎は新たな殺人を防ぐため遥人に協力を求める。しかし遥人は、魔女が10年前家族を惨殺した犯人に復讐していると知り、彼女の2人目の犯人の殺害を止めず、最後の犯人は遥人がとどめを刺す。魔女は大人の姿になり、「新しい夢ができた」と目覚める。 |                              |            |                 |            |                   |                                             |
| #3 | 初恋の魔女                   | 藤井俊郎   | 藤井俊郎        | 藤井俊郎   | 藤井俊郎          | 森悦史 荒井梨沙 藤井俊郎(総)                |
| 遥人は夢世界の公園でリリィに促され、病弱そうな女子高生の佳世に声をかける。遥人のバイクでデートした佳世は、髪型や制服が派手に変わり、体調も良くなる。遥人と遊びつくした佳世は、自分の恋心を伝える手紙を渡そうとするが、体調悪化で夢世界が壊れる。佳世は遥人に高校生らしい経験ができたことに感謝し、「大好き」と告白して姿を消す。現実世界では長らく病床にあった佳世が息を引き取った。                                                                |                              |            |                 |            |                   |                                             |
| #4 | 暴食の魔女                   | 数井浩子   | 数井浩子        | 数井浩子   | 北井嘉樹          | 南伸一郎                                    |
| アイリは「ぽっちゃり」を理由に失恋してから、知らぬうちに過食嘔吐を繰り返していた。アイリがバイト先の喫茶店で作るカレーは神崎のお気に入り。遥人とリリィは夢世界で魔女にお菓子で追い掛け回されていた。遥人は魔女の思い出のおばあちゃんの家で、カレーライスを食べる。「食べたらやせちゃう」という魔女は遥人とカレーを食べ、おいしいものを食べる喜びを思い出す。アイリは新しい恋を見つけようと決意する。                                                |                              |            |                 |            |                   |                                             |
| #5 | 凡庸の魔女                   | 大原実     | 大原実 冨田頼子 | 大原実     | 大原実            | 清水博幸                                    |
| 遥人はフィギュアスケーターの三枝美礼が自らの足を砕こうとする夢を見る。神崎は介入をためらうが、助けを求められたと感じた遥人は美礼の夢世界に入り、大学生になった美礼を見つける。美礼は大学生活を楽しみ、先輩の結城とデートするが、突然スケーターとしてリンクに立たされたことで、フィギュアの道に戻る運命を受け入れ、夢世界とともに消える。結城の正体はリリィだった。だが目覚めた美礼は既に老婆になっていた。                                          |                              |            |                 |            |                   |                                             |
| #6 | 人を呪わば穴二つ…            | 高橋幸雄   | 高橋幸雄        | 高橋幸雄   | 高橋幸雄          | 鵜池一馬 村松尚雄（メカ）                   |
| いじめに悩む女子中学生の上川菜月は自殺をはかる。中学生が集団で悪夢を見るという噂を知った神崎は遥人と夢世界にダイブ。陰陽師の姿でクラスメイトを呪う菜月を見つける。菜月を説得した遥人は宇宙人が侵略してくる夢世界で、菜月と巨大ロボットに乗って戦う。現実と向き合う覚悟を決めた菜月は夢世界から去る。いじめっ子たちは、スマホに届く罵倒メッセージに悩むことになった。                                                                                |                              |            |                 |            |                   |                                             |
| #7 | ソシテ ダレモ イナイ…        | 千明孝一   | 千明孝一        | 千明孝一   | 千明孝一 白井賢一 | 千明孝一                                    |
| ブリキのロボット・ヨシツネがネネという少女を助けたいと遥人に頼む。遥人はカカシ、神崎はライオンの姿になっていた。元の姿に戻るため、3人は喜・楽・哀・怒の空間を巡り、ポル・ポト・ネネと猫のクロの物語を見る。ロケットの中の怨の空間で、ヨシツネはネネに会うが、ネネはポル国王がポトや大勢の人を殺した怨みをぶつける。ヨシツネが墜落したロケットから出るとそこはギロチンと眼鏡の山があるばかりだった。現実世界ではネネが目覚め、「会いたい」と涙する。 |                              |            |                 |            |                   |                                             |
| #8 | THRESHOLD                    | 石山タカ明 | 石山タカ明      | 石山タカ明 | 石山タカ明        | しまだひであき                              |
| 遥人は夢世界で攻撃的な魔女と声が聞こえない魔女に出会う。神崎はろう者のバンドで手話で歌う魔女らしき女性を発見。魔女は遥人が自分に近づく人を助けるのは、自分を助けたいからで、自分を励ます声は受け入れないと指摘。遥人に自分の気持ちを受け入れられた魔女は夢世界から去る。 |                              |            |                 |            |                   |                                             |
| #9 | アイドルはトイレにいかない！ | 岸本みゆき | 岸本みゆき      | 長月       | 長月              | KIM SUNG-IL BigOwl TAP アートーベースバン   |
| 人気アイドルの美咲はスキャンダルに嫉妬したファンに刺される。夢世界で美咲は男子禁制のアイドルスクールの教官となり、女性化したスタッフらを厳しく指導する。美咲を慕う生徒のナナを、リリィが遥人の姿に戻す。美咲は遥人を制裁できず逃げ出す。後を追ってきた遥人に、歌や踊りで人を幸せにしたいという夢を語った美咲は、夢世界から去る。ステージに戻った美咲はグループから卒業宣言する。                                                                    |                              |            |                 |            |                   |                                             |
| #10 | α夢次元                      | 森本晃司   | 森本晃司        | 森本晃司   | 森本晃司          | 森本晃司                                    |
| 祖母の元で眠り続ける住友花子を神崎が訪ねる。花子は夢世界では奔放にふるまい、遥人を惑わせる。神崎は花子のパソコンを調べ、彼女が人気ブロガーで夢世界からブログを更新していたことに気付く。花子は神崎に友達になってくれることを条件に目覚めることを約束し、遥人はいつから眠り続けているのかと尋ねる。 |                              |            |                 |            |                   |                                             |
| #11 | 棘十字会                     | 高橋幸雄   | 冨岡淳広        | 高橋幸雄   | 高橋幸雄          | 平馬浩司 TAP                                |
| 遥人はなぜ自分が目覚めないのかといらだつ。神崎はこの世は女神イブの夢世界と説く棘十字会のエヘイエを訪ねる。リリィは遥人が目覚めさせた10人の魔女はイブにつながる楔だったと明かし、遥人にイブを殺すよう頼む。エヘイエは、遥人が魔女を目覚めさせたことにイブが怒り、目覚めようとしていると話す。教会を出た神崎は見知らぬ男・神長アキトから「やつらを信じるな」と警告される。                                                                            |                              |            |                 |            |                   |                                             |
| #12 | 魔女大戦                     | 森健三郎   | 冨岡淳広        | 森健三郎   | 鈴木恭兵          | しまだひであき 吉岡敏幸 TAP BigOwl MK SEOUL |
| 遥人によって目覚めた魔女たちは連絡を取り合い、遥人の行方を探していた。真奈とアイリは遥人の病室を見つける。遥人、リリィ、神崎はイブの世界に入り、イブにあやつられたユリナから激しい攻撃を受けるが美咲が助けに入る。遥人のキスでユリナからイブが離れる。ユリナと美咲は、イブの砦の攻撃を歌で壊し、白い扉を見つける。イブの目覚めにより現実世界にも暗雲が立ち込める。                                                                                  |                              |            |                 |            |                   |                                             |
| #13 | イブの吐息                   | 伊布重瑛翔 | 冨岡淳広        | 伊布重瑛翔 | 鳥羽聡            | 乙幡忠志 佐藤陽子 BigOwl TAP                |
| 現実世界はイブの夢世界に侵食され、巨大な百合の花に覆われる。リリィはイブがもう一人の自分であると明かし、遥人たちと扉を開ける。遥人の部屋で待っていたイブは原罪を背負わされた怒りで世界を壊そうとする。そこへ11人の元魔女たちが現れ、遥人と神崎にお茶を入れさせ、イブを説得。イブの怒りは治まり、現実世界の侵食も止まる。リリィはイブと一体化。イブは遥人に自分を殺してほしいと頼むが、遥人はイブと別の夢世界へ旅立つ。入院中の遥人は死去する。      |                              |            |                 |            |                   |                                             |

## 放送局
| 放送期間                | 放送時間                     | 放送局   | 対象地域 | 備考                                         |
| ----------------------- | ---------------------------- | -------- | -------- | -------------------------------------------- |
| 2017年7月7日 - 9月29日  | 金曜 22:00 - 22:30           | TOKYO MX | 東京都   | 製作委員会参加                               |
| 2017年7月8日 - 9月30日  | 土曜 21:00 - 21:30           | AT-X     | 日本全域 | CS放送 / リピート放送あり                    |
| 2017年7月11日 - 10月3日 | 火曜 0:00 - 0:30（月曜深夜） | BSフジ   | 日本全域 | BS放送 / 『アニメギルド』枠 / 製作委員会参加 |

## BD
2018年2月8日に全13話を収録したCOMPLETE BD-BOXがGONZO公式ショップ「GONZO STYLE」限定で発売予定。

## Webラジオ
『Radio18if〜キミト ツナガル ラジオ〜』は、2017年7月6日から10月19日まで音泉にて隔週木曜に配信された番組。パーソナリティは月城遥人役の島﨑信長と神崎カツミ役の子安武人。